# Ján Tatiersky
Ján Tatiersky (* 25. března 1956) je bývalý slovenský fotbalista, obránce.

## Fotbalová kariéra
V československé lize hrál za Jednotu Trenčín. Gól nedal. Ve druhé nejvyšší soutěži hrál i za ZVL Považská Bystrica.

## Ligová bilance
| Ročník                                      | Zápasy | Góly | Minuty | Klub                  |
| ------------------------------------------- | ------ | ---- | ------ | --------------------- |
| 1. československá fotbalová liga 1979/80    | 29     | 0    | 2 532  | Jednota Trenčín       |
| 1. slovenská národní fotbalová liga 1982/83 | 18     | 0    | –      | TTS Trenčín           |
| 1. slovenská národní fotbalová liga 1984/85 | 23     | 1    | –      | ZVL Považská Bystrica |
| 1. slovenská národní fotbalová liga 1985/86 | 27     | 3    | –      | ZVL Považská Bystrica |
| 1. slovenská národní fotbalová liga 1986/87 | 26     | 2    | –      | ZVL Považská Bystrica |
| 1. slovenská národní fotbalová liga 1987/88 | 5      | 0    | –      | ZVL Považská Bystrica |
| CELKEM 1. liga                              | 29     | 0    | 2 532  |                       |